# Vegalatrave
Vegalatrave – gmina w Hiszpanii, w prowincji Zamora, w Kastylii i León, o powierzchni 18,55 km². W 2011 roku gmina liczyła 114 mieszkańców.